# Iryna Blokhina
Iryna Olehivna Blokhina (en ucraniano: Блохіна Ірина Олегівнаnacido; Kiev, República Socialista Soviética de Ucrania, URSS, 15 de enero de 1983) es una entrenadora de gimnasia ucraniana, exdeportista, cantante, actriz y presentadora de televisión. Está involucrada en la gimnasia rítmica, donde trabaja con el equipo nacional ucraniano como coreógrafa.

## Biografía
Blokhina nació el 15 de enero de 1983 en Kiev en el seno de una familia de conocidos deportistas de Ucrania. Su padre es el famoso futbolista y posterior entrenador Oleg Blojín; su madre es Irina Deriúguina, múltiples veces campeona mundial y campeona europea de gimnasia rítmica.
Estudió música en Los Ángeles, Estados Unidos. Cuando vivía en Estados Unidos, realizó algunas intervenciones en el cine y la televisión: Clic, Dos hombres y medio y Gracias.
En el terreno musical, en 2012 compuso una canción, "З'єднаємо Весь Світ" ("Vamos a reunir a todo el mundo"), que fue el himno de la Eurocopa 2012. Ese año Blokhina presentó un popular programa de televisión sobre fútbol, llamado Великий футбол (Fútbol). Al año siguiente, interpretó "Podemos hacer que este mundo vaya!", que fue la canción oficial del Campeonato Mundial de Gimnasia Rítmica de 2013 en Kiev.

## Enlaces
- ireesha.com.ua
- Ireesha y Iryna visita Dmytro Shepelev (programa de TV)
- Дочь Олега Блохина и Ирины Дерюгиной певица Ирина БЛОХИНА: "Иногда у меня перехватывает горло, сжимается сердце и подступают слезы, когда подумаю, что родители не вместе. Эта огромная рана останется в моей душе на всю жизнь" (en ruso)
- Blokhina Iryna Olehivna: músico, actriz, presentadora de TELEVISIÓN
- Perfil en el Canal de TELEVISIÓN "Ucrania"

- Datos: Q1274170
- Multimedia: Iryna Blokhina / Q1274170